# Elaphropeza pallidarista
Elaphropeza pallidarista är en tvåvingeart som beskrevs av Yang, Yang och Hu 2002. Elaphropeza pallidarista ingår i släktet Elaphropeza och familjen puckeldansflugor. Inga underarter finns listade i Catalogue of Life.